# Wołgograd
Wołgograd (ros. Волгоград, do roku 1925 Carycyn, ros. Царицын, od 10 kwietnia 1925 do 6 listopada 1961 Stalingrad, ros. Сталинград) – miasto obwodowe w Rosji, nad dolną Wołgą. Przed przybyciem Rosjan na tereny, na których leży obecnie Wołgograd, miejscowość nazywała się Cary czin – „żółta wyspa”, tj. wysepka, na której została pierwotnie założona osada, a która została utworzona przez „żółtą rzekę” (niosącą pokłady piasku i gliny), tat. Sarysu, później nazwaną przez Rosjan Carycą. Miasto w styczniu 2020 liczyło 1 008 998 mieszkańców przy powierzchni 859,353 km². Jedno z największych miast w Rosji.

## Geografia

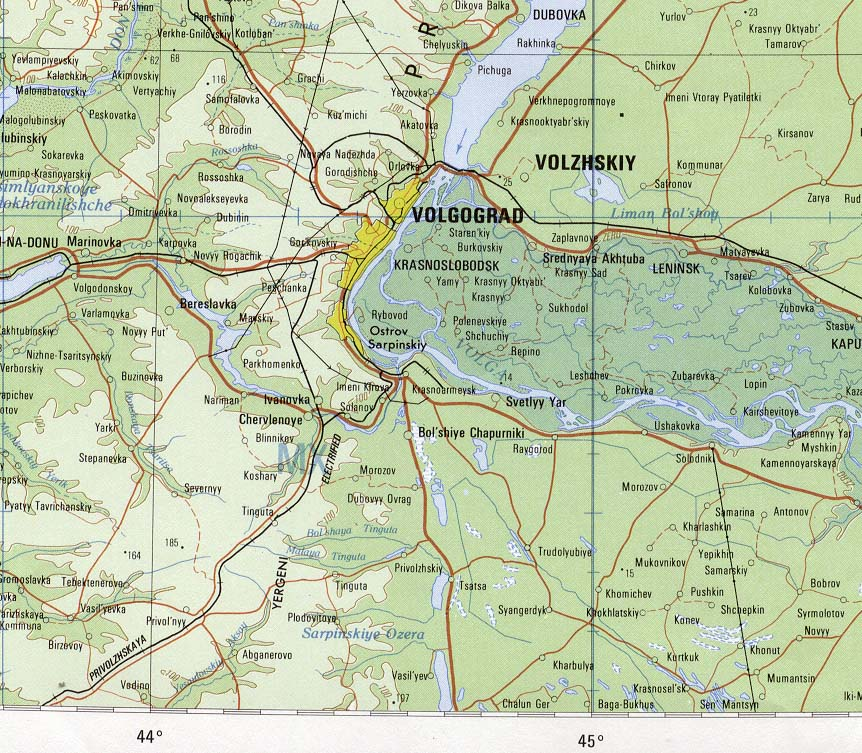
Wołgograd i okolice na mapie z roku 1979

W Wołgogradzie bierze swój początek Kanał Wołga-Don. W pobliżu miasta znajdują się elektrownia wodna i sztuczny Zbiornik Wołgogradzki, o powierzchni 3165 km² i długości ok. 540 km. Wołgograd jest ważnym węzłem kolejowym i portem lotniczym, a także ośrodkiem przemysłu maszynowego, środków transportu (ciągniki), metalurgicznego, chemicznego (głównie petrochemiczny), drzewnego oraz materiałów budowlanych. W Wołgogradzie działa 7 szkół wyższych (w tym uniwersytet).

## Klimat
Wołgograd leży w strefie klimatu umiarkowanego, kontynentalnego. Zimy są zimne, a lata gorące. Średnia temperatura w Wołgogradzie według danych z wieloletnich obserwacji wynosi +8,1 °C. Najzimniejszym miesiącem jest luty (średnia temperatura −6,7 °C), a najcieplejszym lipiec (średnia temperatura +23,5 °C). Najwyższą temperaturę wynoszącą +41,1 °C zanotowano 1 sierpnia 2010 roku. Najniższą temperaturę wynoszącą −32,6 °C zanotowano 18 stycznia 2006 roku.

## Historia

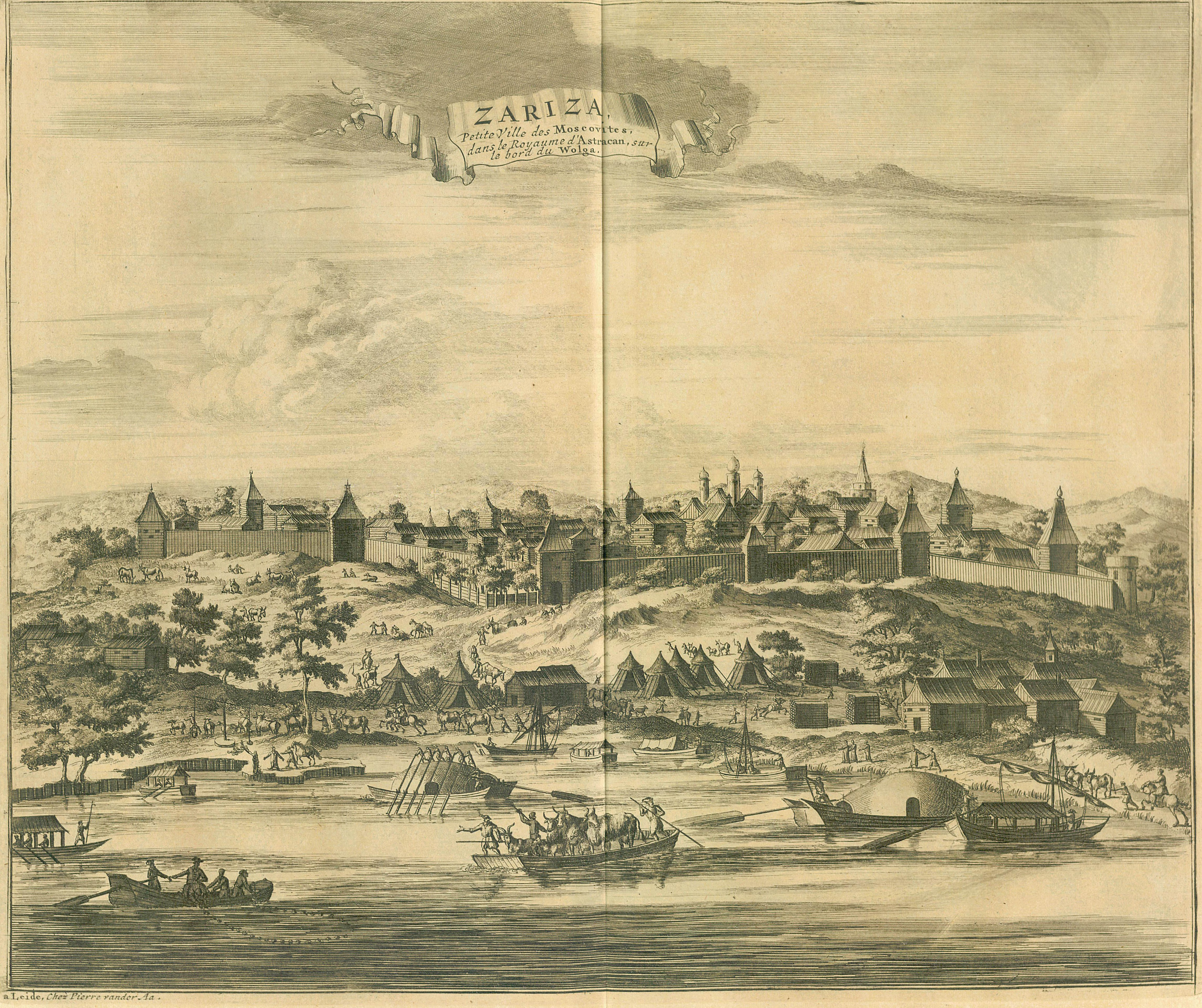
Carycyn w XVIII w.

Obszar dzisiejszego Wołgogradu od XIII w. znajdował się we władaniu mongolskiej Złotej Ordy. W regionie znajdowała się stolica Złotej Ordy i jedno z największych miast ówczesnego świata – Saraj. Saraj był najeżdżany przez Timurydów i Chanat Krymski, a ostateczny upadek przyniósł podbój rosyjski. Aby zachować kontrolę nad zdobytym regionem, w 1589 r. Rosjanie założyli twierdzę graniczną Carycyn, przy której wyrosła osada handlowa. Carycyn przejął po Saraju rolę głównego ośrodka regionu. Carycyn był targany buntami kozackimi. W 1670 r. został zajęty przez zrewoltowanych kozaków dońskich pod przywództwem Stieńki Razina, co było początkiem powstania kozacko-chłopskiego. W 1708 w zasięgu powstania Buławina. W 1731 r. przeprowadzono modernizację fortyfikacji. W 1774 miejsce walk rosyjsko-kozackich w czasie powstania Pugaczowa. W 1765 osadnicy protestanccy, tzw. bracia morawscy, na południe od miasta założyli osadę Sarepta, włączoną później w granice miasta. W Sarepcie powstała popularna musztarda sarepska.
W 1862 Carycyn uzyskał połączenie kolejowe, w 1871 powstał pierwszy ceglany budynek dworca, w 1897 powstały zakłady metalurgiczne, a w 1900 otwarto bibliotekę miejską.
W 1917 r. silnie uprzemysłowiony Carycyn był znaczącym ośrodkiem rewolucyjnym. Latem roku następnego miasto zostało pierwszy raz otoczone przez siły antybolszewickich Kozaków dońskich pod dowództwem gen. Piotra Krasnowa, którzy jednak nie zdołali go zdobyć. Drugie oblężenie Carycyna, w którym broniła się czerwona 10 Armia pod dowództwem Klimienta Woroszyłowa, prowadzone przez Krasnowa między wrześniem a październikiem 1918 r. także zakończyło się klęską Kozaków. Bolszewicy, tym razem pod dowództwem Aleksandra Jegorowa, odparli także trzeci szturm Kozaków na Carycyn na przełomie1918 i 1919 r. Carycyn został zdobyty przez białe Siły Zbrojne Południa Rosji (oddziały Piotra Wrangla) w czerwcu 1919 r. i ostatecznie odbity przez czerwonych w pierwszych dniach 1920 roku.

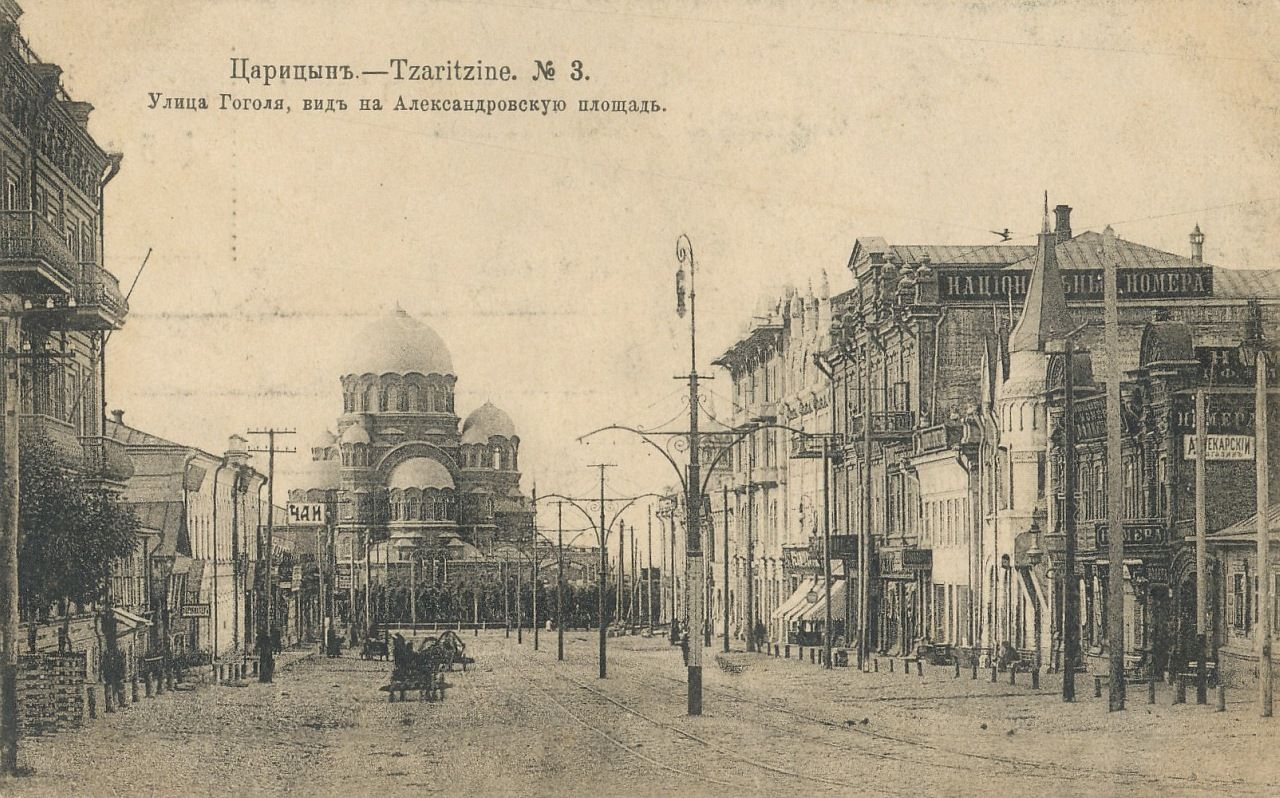
Carycyn na początku XX w.

Nazwa Stalingrad została nadana miastu w 1925 roku na cześć Józefa Stalina, który od maja do listopada 1918 r. był w Carycynie komisarzem zajmującym się pozyskiwaniem zaopatrzenia dla Moskwy i członkiem rady kierującej obroną miasta.
W dniach od 17 lipca 1942 roku do 2 lutego 1943 roku o miasto toczyły się zażarte walki (bitwa stalingradzka), które zakończyły się całkowitym zniszczeniem niemieckiej 6 Armii i kapitulacją jej resztek w dniach 30 stycznia – 2 lutego 1943 roku.
W roku 1961 w ramach destalinizacji miastu nadano nazwę pochodzącą od nazwy rzeki.
W styczniu 2013 roku rada miejska uchwaliła, że w dniach związanych z historią II wojny światowej miasto będzie oficjalnie używać nazwy Stalingrad. Wybrano sześć dni w roku:
- 2 lutego – rocznica zakończenia bitwy stalingradzkiej
- 9 maja – rocznica kapitulacji Niemiec
- 22 czerwca – rocznica agresji Niemiec na ZSRR
- 23 sierpnia – rocznica pierwszego bombardowania miasta
- 2 września – rocznica zakończenia II wojny światowej
- 19 listopada – umowna rocznica rozpoczęcia radzieckiej kontrofensywy pod Stalingradem

W 2013 w Wołgogradzie miały miejsce trzy zamachy samobójcze: zamach w autobusie 21 października oraz na dworcu kolejowym i w trolejbusie miejskim 29 i 30 grudnia.

## Ludność
- 1720 – 408
- 1811 – 3,8 tys.[9]
- 1856 – 7,2 tys.[9]
- 1897 – 55,2 tys.[9], w tym 119 Polaków[10] (0,22%)
- 1926 – 147,9 tys.
- 1939 – 445,3 tys.[9]
- 1945 – 1,5 tys.[potrzebny przypis]
- 1959 – 591,0 tys.
- 1970 – 818,0 tys.
- 1979 – 926,0 tys.
- 1989 – 998,9 tys.
- 2010 – 979,6 tys., w tym: Rosjanie – 92%, Ormianie – 1,5%, Ukraińcy – 1,2%, Tatarzy – 1%[11]

### Polacy w Wołgogradzie
Według carskich danych w 1897 Polacy stanowili 0,22% mieszkańców miasta. W Carycynie urodził się polski fotograf Paweł Mystkowski, a dorastał tu harcmistrz i żeglarz Witold Bublewski. U schyłku okresu zaborów lub jeszcze niedługo po odzyskaniu przez Polskę niepodległości w Carycynie pracowali m.in. Józef Krzyżanowski, Juliusz Morawski i Ignacy Bujnicki. W czasie I wojny światowej więziony był tu przez Rosjan Bronisław Filipczak.
W 1942 w bitwie pod Stalingradem zginął tenisista Adam Baworowski.

## Transport

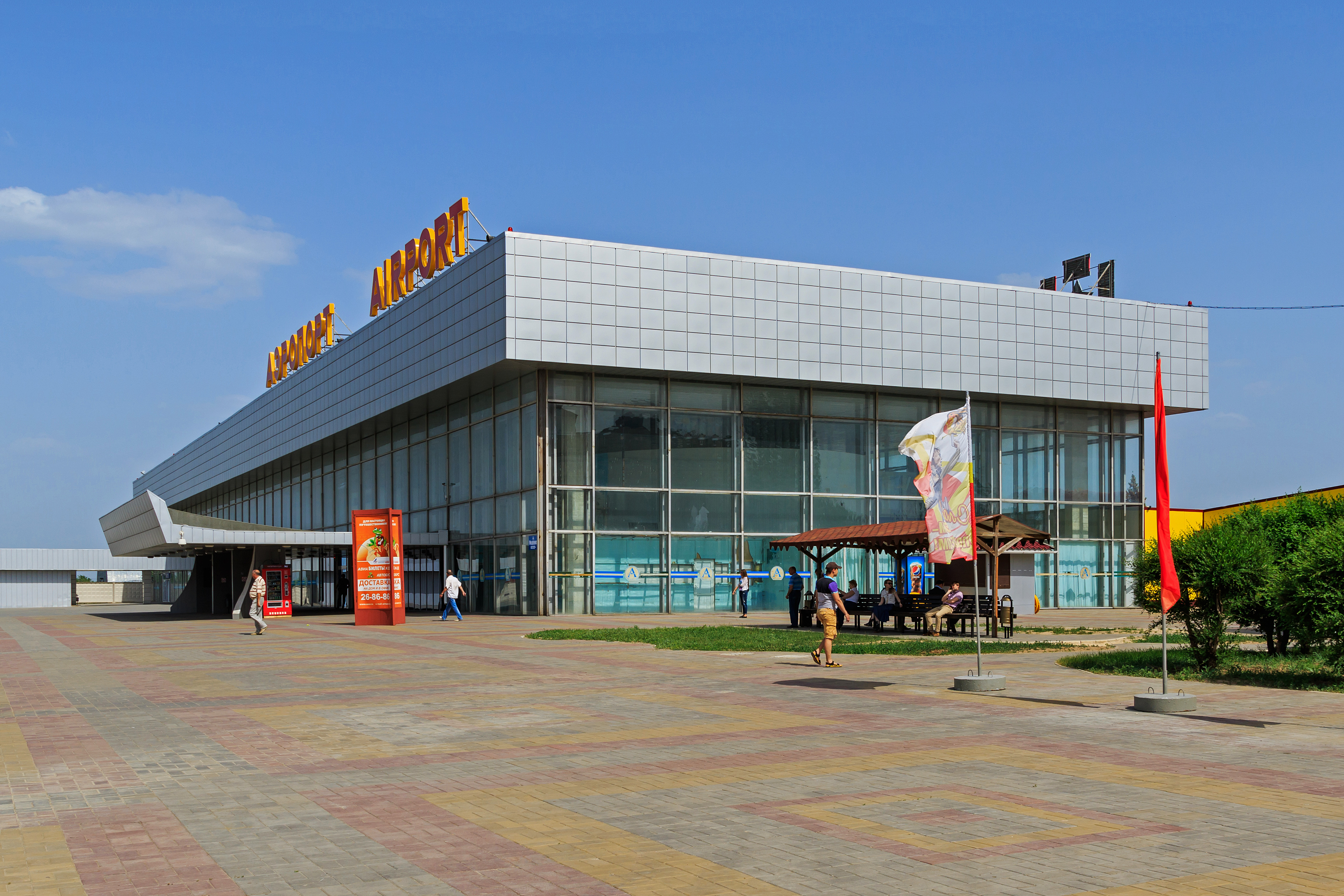
Port lotniczy Wołgograd

W mieście działają tramwaje, port lotniczy oraz stacja kolejowa.

## Wojsko
Miasto jest siedzibą dowództwa i sztabu 333 Samodzielnej Brygady Kolejowej.

## Sport
- HC Dynamo Wołgograd – klub piłki ręcznej kobiet
- Dinamo Wołgograd – klub piłkarski
- FK Wołgograd – klub piłkarski
- Rotor Wołgograd – klub piłkarski

W Wołgogradzie znajduje się stadion Wołgograd Ariena, jedna z aren Mistrzostw Świata w Piłce Nożnej 2018.

## Współpraca
Miejscowości partnerskie:
| - Chemnitz, Niemcy - Chengdu, Chiny - Cleveland, Stany Zjednoczone - Coventry, Wielka Brytania - Ćennaj, Indie - Dijon, Francja - Erywań, Armenia - Hiroszima, Japonia - Jilin, Chiny - Kemi, Finlandia |  | - Kolonia, Niemcy - Kruševac, Serbia - Liège, Belgia (do 2022 r.) - Montreal, Kanada - Ostrawa, Czechy (do 2022 r.) - Port Said, Egipt - Ruse, Bułgaria - Toronto, Kanada - Turyn, Włochy |

## Galeria

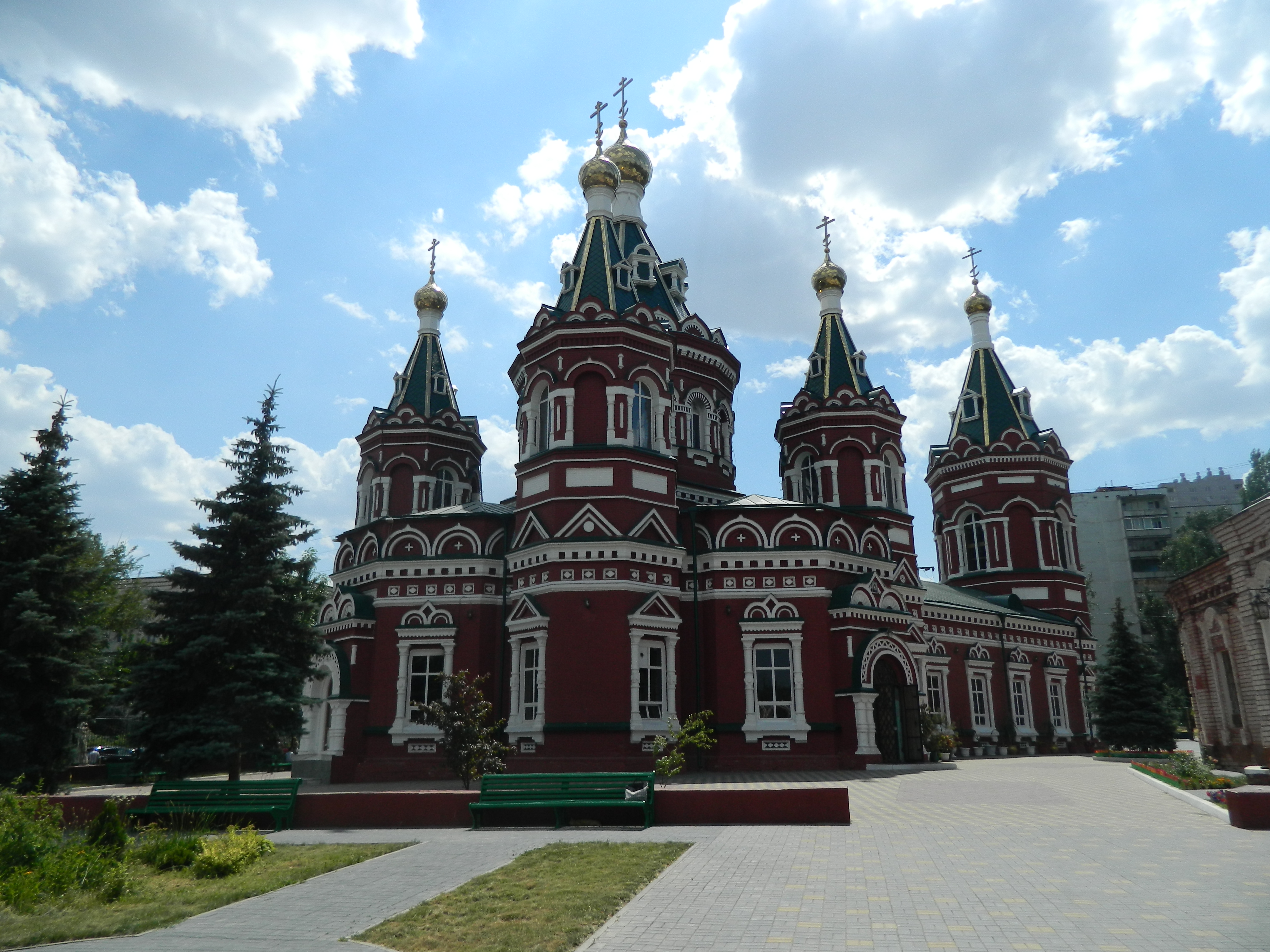
Sobór Kazański
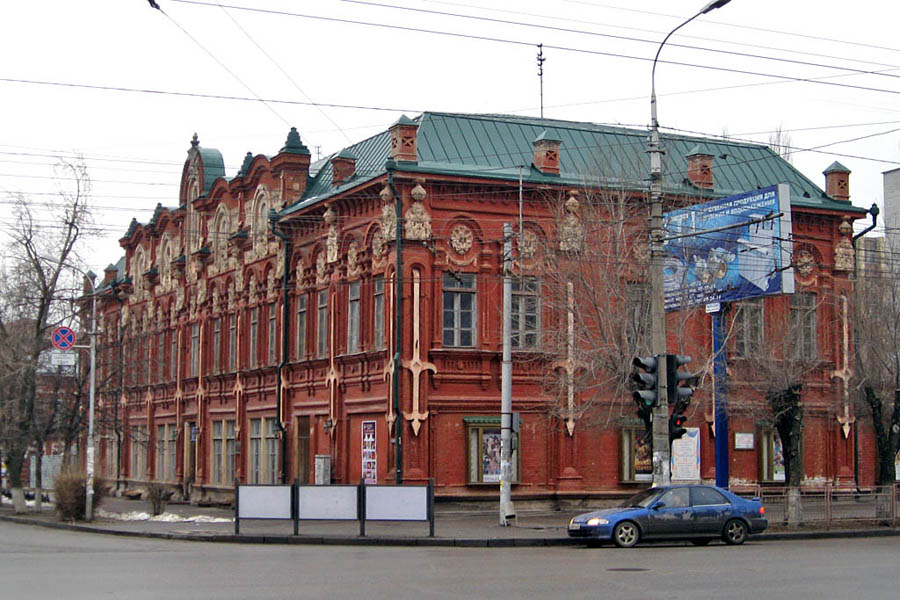
Żeńskie gimnazjum
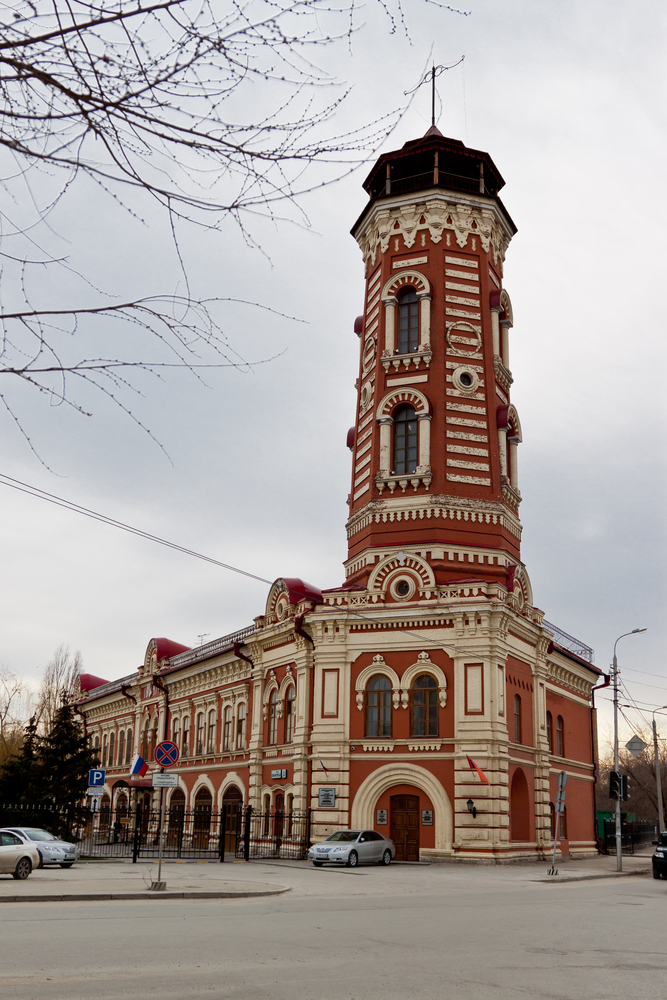
Wieża pożarna
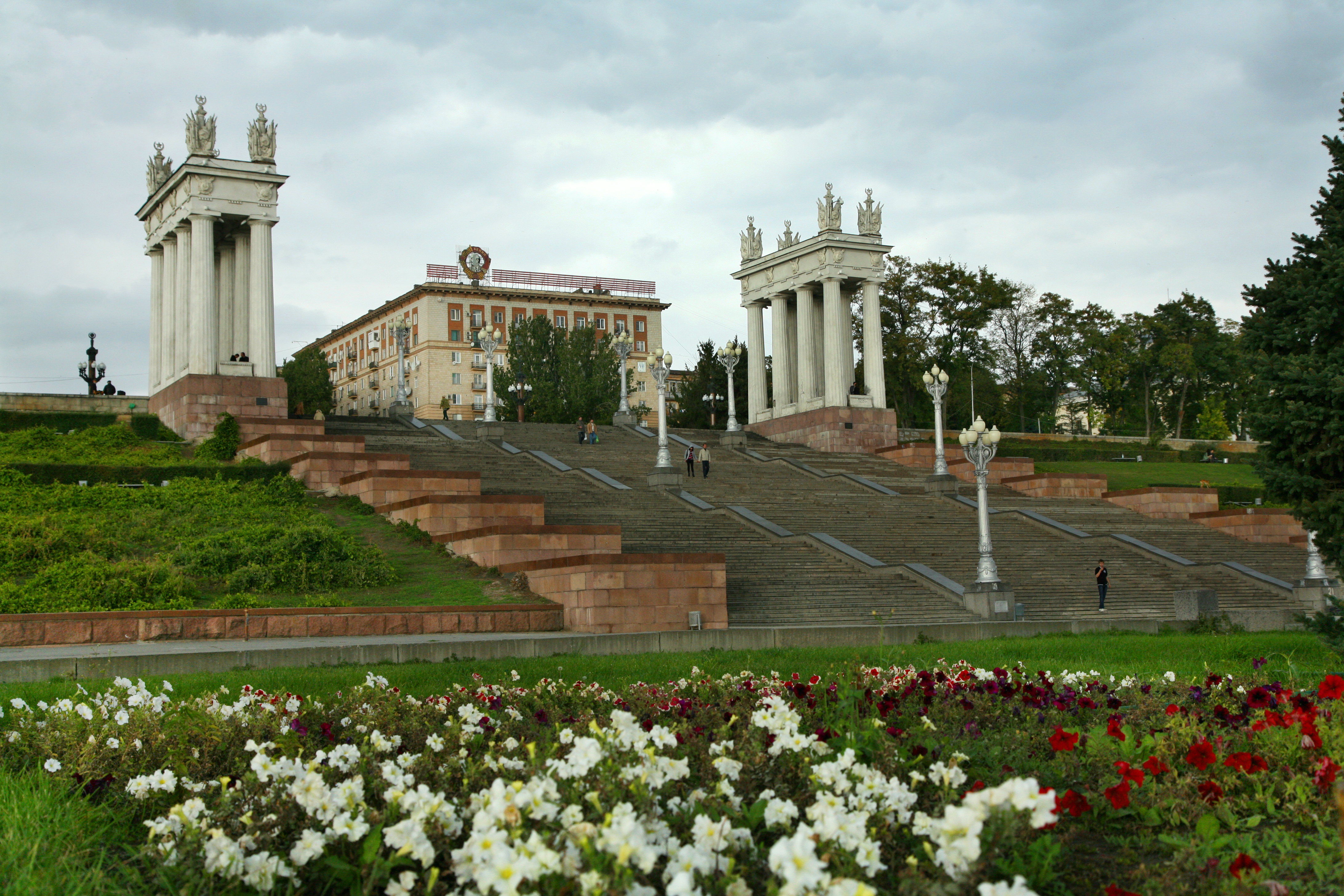
Centralny park
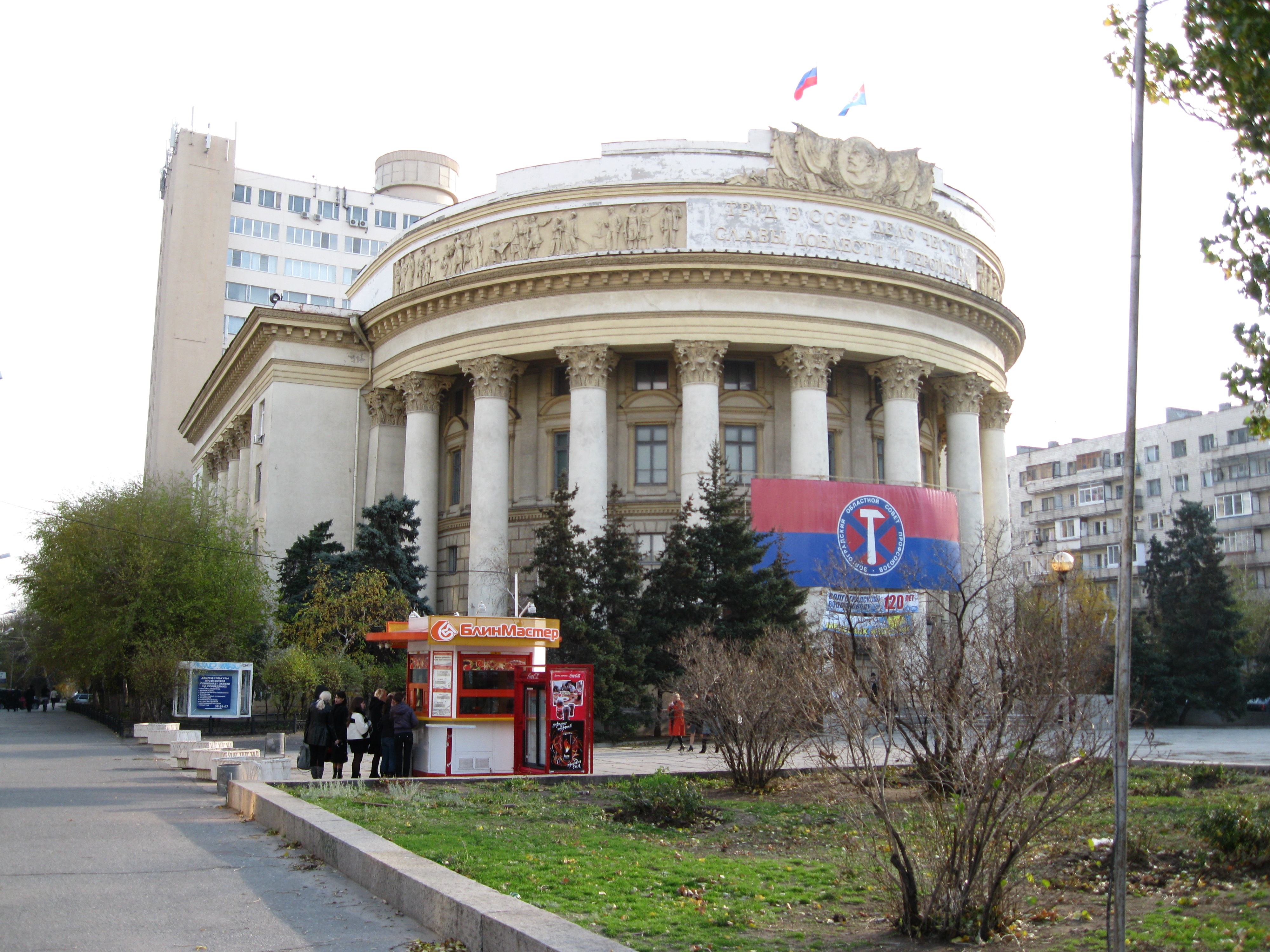
Dom Związków
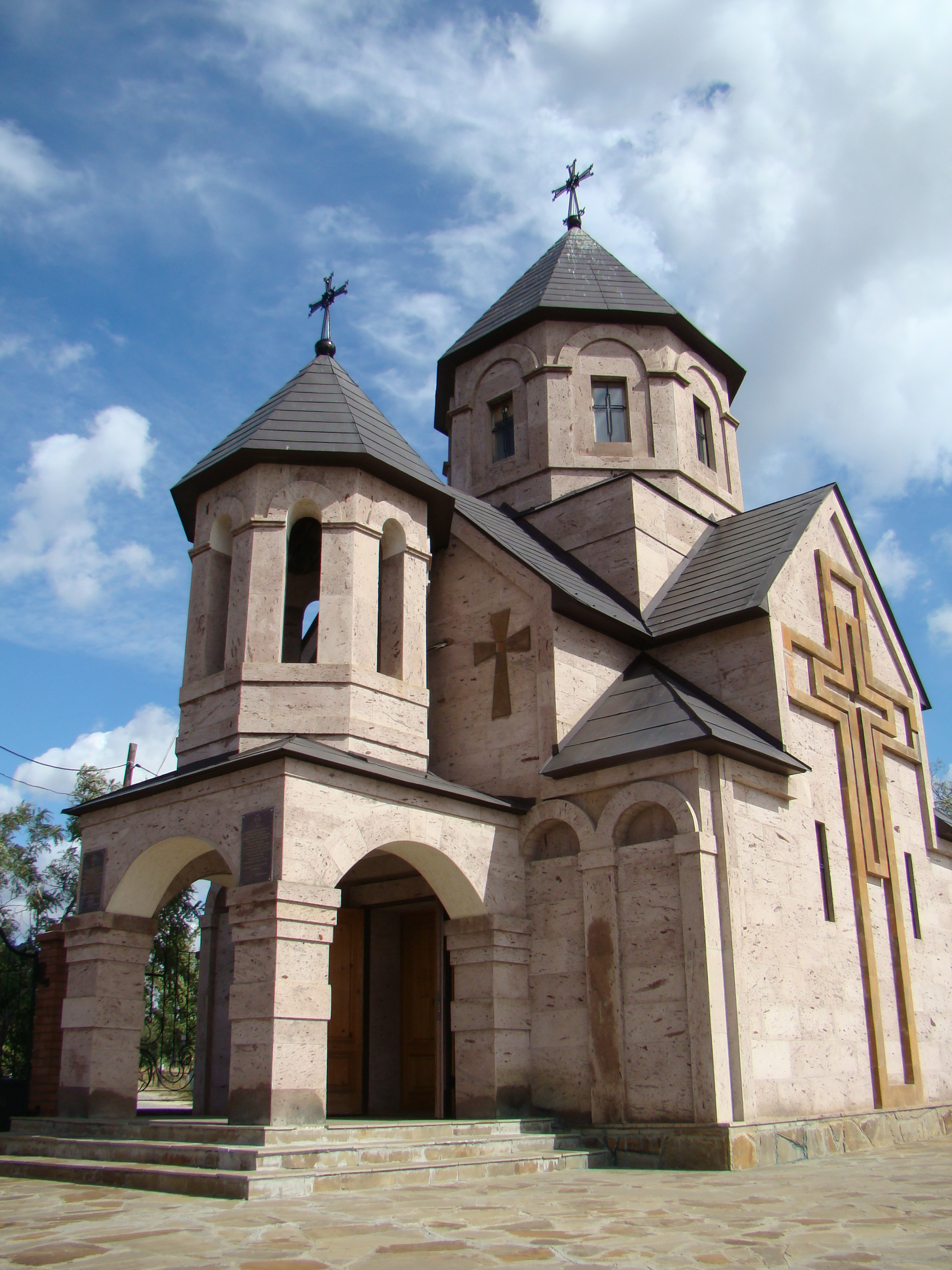
Kościół ormiański pw. św. Jerzego
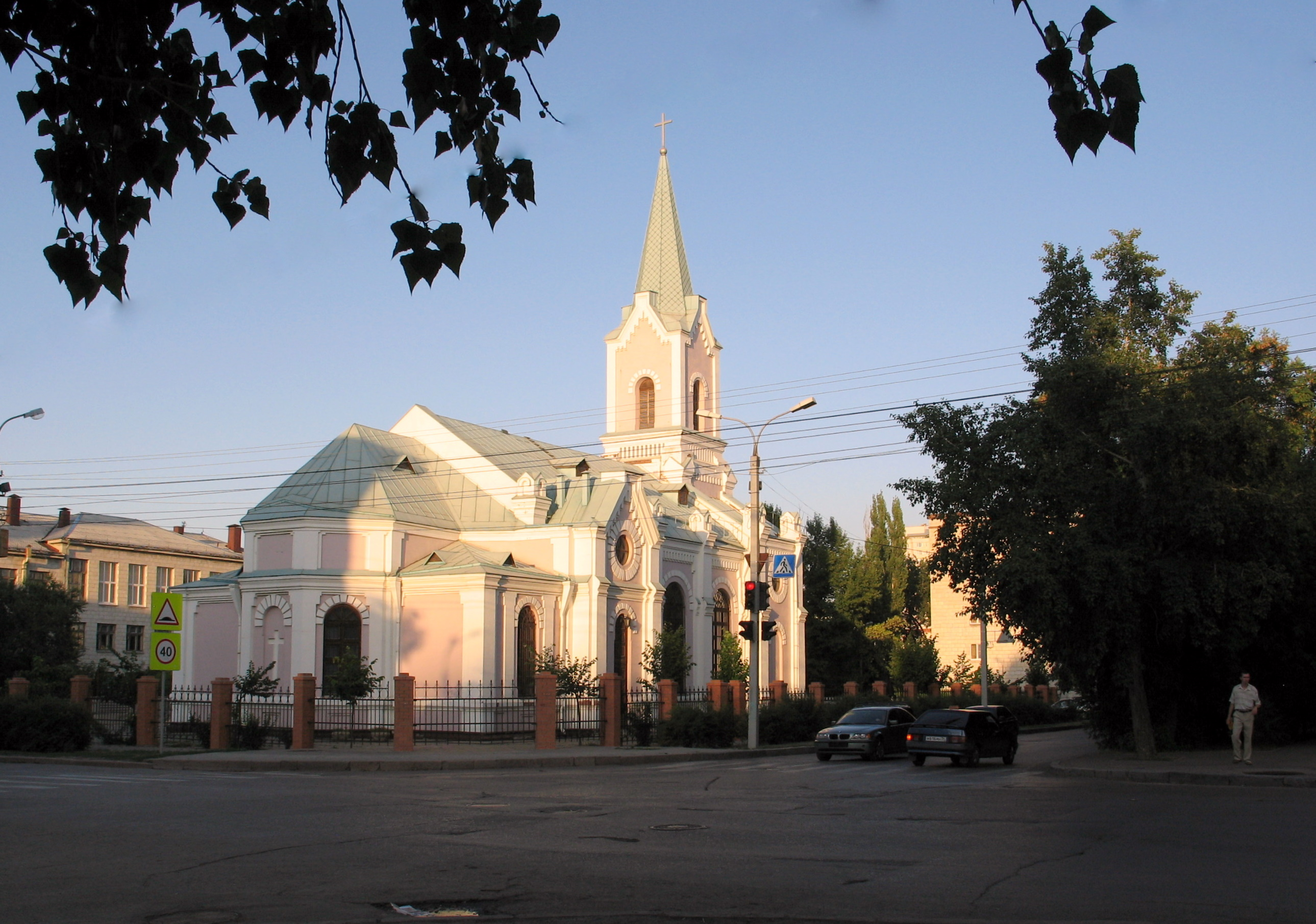
Kościół katolicki pw. św. Mikołaja
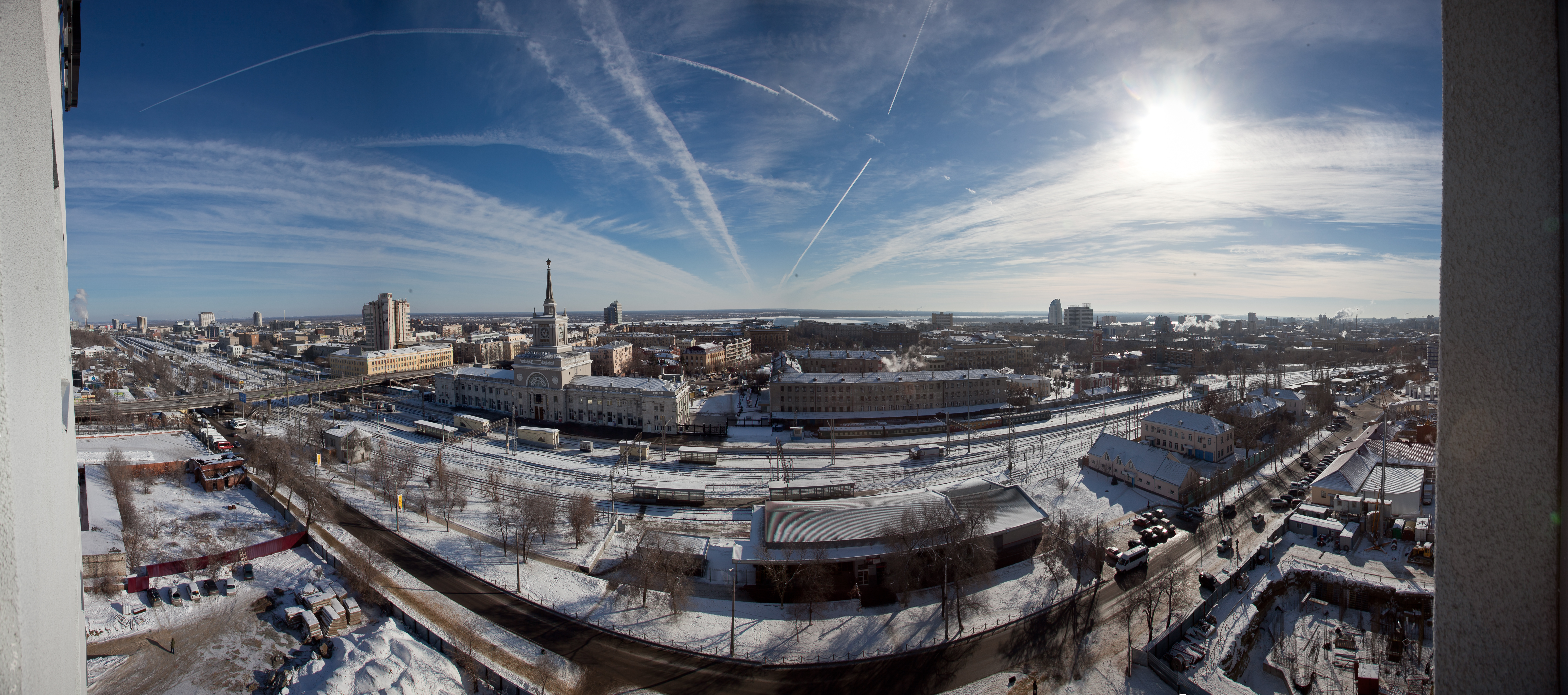
Panorama miasta